# کاتنوود (کلرادو)
کاتنوود (به انگلیسی: Cottonwood) یک منطقهٔ مسکونی در ایالات متحده آمریکا است که در شهرستان داگلاس، کلرادو واقع شده‌است. کاتنوود ۲٫۳ کیلومتر مربع مساحت و ۹۳۱ نفر جمعیت دارد و ۱٬۷۵۳ متر بالاتر از سطح دریا واقع شده‌است.